# Wola Czaryska
Wola Czaryska – wieś w Polsce położona w województwie świętokrzyskim, w powiecie włoszczowskim, w gminie Secemin.
| SIMC    | Nazwa | Rodzaj    |
| ------- | ----- | --------- |
| 0145603 | Górka | część wsi |

W 1595 roku wieś Sasinowa Wola położona w powiecie lelowskim województwa krakowskiego była własnością wojskiego krakowskiego Stanisława Szafrańca. W latach 1975–1998 miejscowość administracyjnie należała do województwa częstochowskiego.
We wsi znajduje się m.in.: dom pomocy społecznej (wcześniej była to szkoła podstawowa), remiza Ochotniczej Straży Pożarnej (od 1932), a także kaplica pw. Nawiedzenia NMP, wybudowana w 1950.

## Historia
Wolę Czaryską na początku XV wieku posiadał Andrzej sukcesor Floriana z (rycerskiej rodziny herbu Korczak). Osadę tę w średniowieczu nazywano Wolą Sasiarza.